# Hautajärvi (sjö i Kiuruvesi, Norra Savolax)
Hautajärvi är en sjö i kommunen Kiuruvesi i landskapet Norra Savolax i Finland. Sjön ligger 95,8 meter över havet. Den är 4,44 meter djup. Arean är 2,16 kvadratkilometer och strandlinjen är 14,78 kilometer lång. Sjön  ingår i Vuoksens huvudavrinningsområde.   Den ligger omkring 93 kilometer nordväst om Kuopio och omkring 390 kilometer norr om Helsingfors. 
I sjön finns öarna Vuohisaari och Maikkosaari. 